# Shawnee Smith

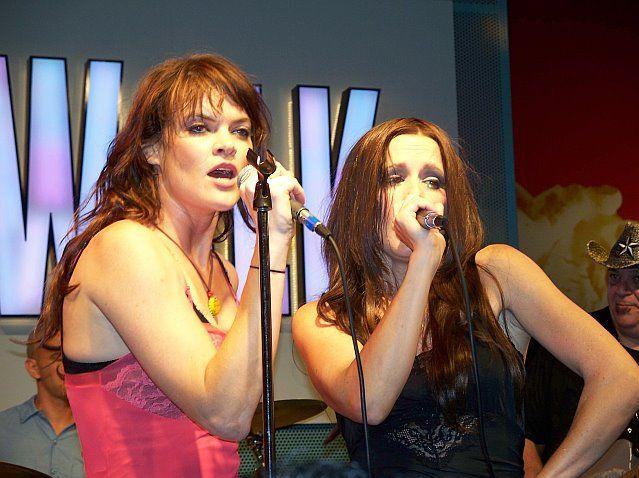

Shawnee Smith (n. 3 iulie 1969) este o actriță americană și cântăreață.

## Filmografie
| An   | Titlu                    | Rol                   | Note                             |
| ---- | ------------------------ | --------------------- | -------------------------------- |
| 1982 | Annie                    | Dansatoare            |                                  |
| 1986 | Iron Eagle               | Joenie                |                                  |
| 1987 | Summer School            | Rhonda Altobello      |                                  |
| 1988 | I Saw What You Did       | Kim Fielding          |                                  |
| 1988 | Picătura                 | Meg Penny             |                                  |
| 1989 | Who's Harry Crumb?       | Nikki Downing         |                                  |
| 1990 | Desperate Hours          | May Cornell           |                                  |
| 1995 | Leaving Las Vegas        | Biciclista            |                                  |
| 1995 | The Low Life             | Little Tramp Woman    |                                  |
| 1996 | Bombshell                | Shelly                |                                  |
| 1996 | Female Perversions       | Make-Up Salesgirl     |                                  |
| 1997 | Every Dog Has Its Day    | Redhead               |                                  |
| 1997 | Dead Men Can't Dance     | Sgt. Addy Cooper      |                                  |
| 1997 | Dogtown                  | Tammy Hayes           |                                  |
| 1997 | Men                      | Clara                 |                                  |
| 1998 | Armageddon               | Redhead               |                                  |
| 1998 | Carnival of Souls        | Sandra Grant          |                                  |
| 1998 | The Party Crashers       | Carolyn               |                                  |
| 1999 | A Slipping-Down Life     | Faye-Jean Lindsay     |                                  |
| 1999 | Breakfast of Champions   | Bonnie MacMahon       |                                  |
| 2000 | Eat Your Heart Out       | Nicole                | Alt titlu: American Shrimps      |
| 2002 | Never Get Outta the Boat | Dawn                  |                                  |
| 2004 | Saw                      | Amanda Young          |                                  |
| 2004 | The Almost Guys          | Bigger                |                                  |
| 2005 | The Island               | Suzie                 |                                  |
| 2005 | Saw II                   | Amanda Young          |                                  |
| 2006 | Repo! The Genetic Opera  | Heather Sweet         | Film scurt nedistribuit          |
| 2006 | Saw III                  | Amanda Young          |                                  |
| 2007 | Saw IV                   | Amanda Young          | Câștigătoare a Premiului Eyegore |
| 2008 | Saw V                    | Amanda Young          |                                  |
| 2009 | The Grudge 3             | Dr. Francine Sullivan | Distrbuție Direct-pe-DVD         |
| 2009 | Saw VI                   | Amanda Young          |                                  |
| 2010 | Kill Speed               | Honey                 |                                  |
| 2010 | Saw 3D                   | Amanda Young          | Archive footage, Necreditată     |

| An         | Titlu                                         | Rol                           | Note                          |
| ---------- | --------------------------------------------- | ----------------------------- | ----------------------------- |
| 1984       | Silver Spoons                                 | Tawny                         | 1 episod                      |
| 1985       | Not My Kid                                    | Carol                         | Film de televiziune           |
| 1985       | It's Your Move                                | Brenda                        | 1 episod                      |
| 1985       | Cagney & Lacey                                |                               | 1 episod                      |
| 1985       | Crime of Innocence                            | Jodi Hayward                  | Film de televiziune           |
| 1986       | All Is Forgiven                               | Sonia Russell                 | 9 episoade                    |
| 1986       | Easy Prey                                     | Tina Marie Risico             | Film de televiziune           |
| 1988       | Bluegrass                                     | Alice Gibbs                   | Film de televiziune           |
| 1988       | I Saw What You Did... and I Know Who You Are! | Kim Fielding                  | Film de televiziune           |
| 1989– 1990 | A Brand New Life                              | Amanda Gibbons                | 6 episoade                    |
| 1990       | Lucky/Chances                                 | Olympia Stanislopolous Golden | Miniserie                     |
| 1993       | Murder, She Wrote                             | Jill Cleveland                | 1 episod                      |
| 1994       | The Stand                                     | Julie Lawry                   | Miniserie, 2 episoade         |
| 1994       | The X-Files                                   | Jessie O'Neil                 | 1 episod                      |
| 1996       | Face of Evil                                  | Jeanelle Polk                 | Film de televiziune           |
| 1997       | Something Borrowed, Something Blue            | Teri                          | Film de televiziune           |
| 1997       | Arsenio                                       | Laura Lauman                  | 6 episoade                    |
| 1997       | The Shining                                   | Waitress                      | Miniserie                     |
| 1997– 1998 | The Tom Show                                  | Florence Madison              | 19 episoade                   |
| 1998       | Players                                       | Lila                          | 1 episod                      |
| 1998       | Twice Upon a Time                             | Maggie Fowler                 | Film de televiziune           |
| 1998– 2004 | Becker                                        | Linda                         | 129 episoade                  |
| 2003       | Kim Possible                                  | Vivian Porter                 | 1 episod                      |
| 2005       | Washington Street                             |                               | Film de televiziune           |
| 2007       | Traveling in Packs                            | Ivy                           | Unsold pilot                  |
| 2007       | Secrets of an Undercover Wife                 | Lisa Wilder-Crews             | Film de televiziune           |
| 2008       | 30 Days of Night: Dust to Dust                | Detectiv Gina Harcourt        | Miniserie producător executiv |
| 2008       | Scream Queens                                 | În rolul său                  | Gazdă (8 episoade)            |
| 2010       | The Secret Life of the American Teenager      | Carrie                        | Invitat special               |
| 2010       | Law & Order: Los Angeles                      | Trudy                         | Invitat special               |

1. ↑  IdRef, accesat în 11 mai 2020
2. ↑  Czech National Authority Database, accesat în 1 martie 2022
3. ↑  CONOR.SI[*] Verificați valoarea |titlelink= (ajutor)